# Unter den Linden (Christa Wolf)
Unter den Linden ist der Titel einer 1969 entstandenen und 1974 publizierten Traum-Erzählung von Christa Wolf. Die Erzählerin wandert über die Ost-Berliner Straße „Unter den Linden“, erinnert sich, vermischt mit surrealen Erscheinungen und Begegnungen, an Stationen ihres Lebens, verarbeitet dadurch Beziehungsprobleme und findet Kraft zu einem Neuanfang: „Nicht mehr bin ich an die Tatsachen gekettet. Ich kann frei die Wahrheit sagen.“

## Inhalt
Im Traum ist die Erzählerin mit der Nachricht „Der Tag ist gekommen“ von „einer ganzen[n] Gesellschaft“ an einem Junitag ins Lindencorso bestellt worden. Sie fragt sich: „[W]ofür denn? Und für wen?“
Auf dem Weg zum Treffpunkt schlendert sie über die Prachtstraße „Unter den Linden“. Es ist das Ost-Berlin der 1960er-Jahre mit vielen Passanten: u. a. ein „putziges“ Pärchen mit der T-Shirt-Aufschrift „All I need is love“, eine Schulklasse aus Thüringen mit ihrer Lehrerin zu Besuch in der Hauptstadt, ein Schwarm Studentinnen, untergehakt in kurzen Reihen. Vermischt sind diese der Realität entnommenen Beschreibungen mit surrealen Erscheinungen. Gleich zu Beginn bringt bei der Wachablösung an der Neuen Wache ein Soldat das preußische Stechschritt-Ritual durcheinander. Der goldene Fisch, von dem ihr Freund Peter „in seinen besten Tagen so unvergleichlich zu erzählen wusste“, taucht mehrmals auf, hört aber nicht auf ihren Ruf, und immer wieder erscheinen Personen aus ihrer Vergangenheit und unterhalten sich mit ihr: Max, ein „Ungenannter“, Otto, der Sohn der Briefträgerin und Zimmervermieterin Kosinke und v. a. das „Mädchen“. So erweist sich der Traum der Erzählerin im Wesentlichen als Gedanken- und Bewusstseinsstrom durch Epochen ihres Lebens, mit Assoziationen zu verschiedenen Ereignisse vermischt.
Geleitet wird sie von einem „Traumzensor“. Sie hat Erfahrungen mit Überwachungen, Befragungen durch Kommissionen wegen eines Fehlverhaltens und der Konfrontation mit Aussagen von Taxifahrern, Telefonfräuleins, Fahrkartenknipser usw. Sie taucht in Anspielung auf die Nymphe Undine in den grünblau gekachelten Brunnen im Innenhof der Staatsbibliothek und bleibt auf dem Grund des Beckens liegen: „Liegen vor Richtertischen, sich niederlegen auf die nackten Dielen vor den Untersuchungskommissionen, auf die Steinböden vor die Prüfungsausschüsse, ruhig liegen und die Aussage endlich verweigern. […] in jenen Bezirken scheinen die Prüfungen leicht, aber die Strafen für geringes Versagen sind schwer. Alles oder nichts! lautet die Devise, und es wird einem verheimlicht, wie man sie zu befolgen hat. Manche aber wissen Bescheid.“ Für den „Lieben“, der immer die Wahrheit wissen will, geht sie daran, „die Übergänge zwischen dem Glaublichen und dem Unglaublichen zu verwischen“. Auch ist sie geübt im Formulieren eines Textes, „der nichts verraten und alles enthalten soll[-], was zum sagen [ist]“.
Ein Beispiel ist ihre Teilnahme an der Beerdigung auf dem Dorotheenstädter Friedhof eines, Max genannten Schriftstellers. Dieser hat sich „in Ehren grau geworden […] auf seine alten Tage […] in weltliche Angelegenheiten“ eingemischt, ihr Informationen zugespielt und ihr mit der Lüge, er handle „im Auftrag“ sie damals zu einer „gar zu ungeschickt eingefädelten Verabredung“ überredet.
Im Mittelpunkt der Traumreise stehen die Thematik der Untreue und des Liebesverrats und ihre Beziehung, und v. a. die des „Mädchens“, zum Dozenten Peter.
Ihre Freundschaft mit ihm reicht in die Nachkriegszeit zurück: Hinter der glänzenden Fassade des neuen Lindenhotels erscheint plötzlich eine Trümmerlandschaft, in der sich die Erzählerin selbst mit ihren Freunden Peter und Marianne erkennt, als sie für den Wahlkampf Agitationsmaterial von Ost- nach West-Berlin brachten. Später macht Peter eine wissenschaftliche Karriere, nachdem er ein politisch unerwünschtes Dissertationsthema aufgegeben und sich an die vorgegebene Linie angepasst hat.
Die Erzählerin erkennt ihn, als er, inzwischen von Marianne getrennt, an der Humboldt-Universität von seiner neuen Frau abgeholt wird, und erinnert sich: „Eines Tages war er mit seiner blonden braunäugigen Frau auf und davon“.
Mit Peter verbunden ist die zweite Traum-Protagonistin, die immer wieder auf ihrem Weg auftaucht: ein „19-jährig[es], unschuldig[es] Mädchen“ aus Thüringen, das als Studentin eine vierwöchige Affäre mit ihrem Dozenten in der Wohnung von dessen Freund während der Kneippkur seiner Frau Marianne hatte. Vermutlich hoffte sie auf eine feste Beziehung, vielleicht eine Nebenfamilie, und besuchte für eine halbes Jahr nicht mehr die Vorlesungen. Nachdem Peter die Beziehung beendete, stürzte sie psychisch ab, floh nach Hause und legte der Universität ein gefälschtes Attest vor. Nachdem dies herauskam, wurde sie für ein Jahr exmatrikuliert und zu einem Arbeitseinsatz am Band eines Glühlampenwerks verurteilt. Eine Konfliktkommission durchleuchtete ihr Leben und befragte sie nach Erklärungen für ihr Verschwinden vom Studienort und den Betrug, aber sie weigerte sich den Namen ihres Geliebten zu nennen, der während des Verfahrens eine Dienstreise antrat, um nicht als Zeuge auftreten zu müssen.
Peter rechtfertigt sich bei seinem Auftritt im Traum, das Mädchen habe mit „seiner unsinnigen Leidenschaft“, ein „ungebändigter Triebüberschuss“, den Unbedingtheitsanspruch der Liebe ernst genommen und er habe die Affäre beenden müssen. Die Erzählerin kommentiert sein Verhalten: „Strafe für Treuebruch trifft nur den, der an Treue glaubt.“
Am Ende des Traums wird die Bestellung der Erzählerin ins „Lindencorso“ thematisch mit der unglücklichen Liebesbeziehung des Mädchens zusammengeführt. Im Café taucht plötzlich ein Mann auf und äußert sich ähnlich wie im Abschiedsgespräch mit dem Mädchen: „Wie immer gehst du zu weit. Als wäre etwas gewesen. Nichts ist gewesen. Nichts. Nimm’s nicht so tragisch.“
Im Traum bleiben die Identitäten einzelner Personen unklar und ihre Konturen verschwimmen. In diesem Zusammenhang erläutert die Erzählerin die Frage der „Tatsachenschilderung“ mit „Herr[n] Ungenannt“, der „von Ihrer Geschichte alle Indizien in der Hand hatte und sie [ihr] einzeln vorwies“: „An dem Tag, auf den ich hoffe, weil dann niemand mehr zwischen mir und denen stehen wird, die mir glauben wollen, nicht einmal ich selbst […] wird man mir die verrücktesten Erfindungen als blanke Wahrheit aus den Händen reißen und mich zwingen, immer die Wahrheit zu sagen […] Heute aber taste ich noch nach dem rauhen Steinpfeiler, an den ich mich gelehnt habe, als tauge er zum Beweis dessen, dass auch Sie, Mädchen, einst hier gestanden haben… Soweit kann es mit einem kommen. Aber wem sage ich das?“
Mit dem Verschwinden des Mannes aus dem „Lindencorso“ ist die Selbstfindungs-Erinnerungsreise der Erzählerin zu Ende. Schon immer hat sie geahnt, dass diese Straße in die Tiefe führt: „Durch Erfahrung weiß ich: Der, den ich zu treffen wünsche, wird niemals da sitzen, wo ich hinsehe, doch noch einmal schlug eine irrsinnige Hoffnung in mit hoch. […] Sein Platz war leer. Unsere Zeit war abgelaufen.“ Wenigstens im Traum konnte sie ihm, ohne mit einer Antwort zu rechnen, sagen: „Ich kann die Liebe nicht vertagen. Nicht auf ein neues Jahrhundert. Nicht auf das nächste Jahr. Um keinen einzigen Tag.“
Auf dem Rückweg begegnet sie einer selbstbewussten Frau, die mit wehendem Haar so schnell und locker geht und lacht, „wie sie selbst immer gehen und lachen wollte“, und schaut sie und die anderen Passanten „aufmerksam, doch vorurteilsfrei“ an. Nach dem Aufwachen entdeckt die Erzählerin, dass sie sich selbst begegnet ist. „Im Traum holt man nach, was man immer versäumt hat.“
Der Traum hatte die Funktion, sich von geschehenem Unglück zu befreien. Sie fühlt sich wieder aufgenommen „in den Bund, dessen Strenge nur noch von seiner Freizügigkeit übertroffen wird: den Bund der Glücklichen“, und ist „ohne Zweifel“, man werde ihr „wieder glauben“: „Nicht mehr bin ich an die Tatsachen gekettet. Ich kann frei die Wahrheit sagen.“
Auf diese Lösung spielt der als Motto der Erzählung vorangestellte Sinnspruch Rahel Varnhagens an: „Ich bin überzeugt, dass es mit zum Erdenleben gehört, dass jeder in dem gekränkt werde, was ihm das Empfindlichste, das Unleidlichste ist: Wie er da herauskommt, ist das Wesentliche.“

## Kultur-Politischer Hintergrund

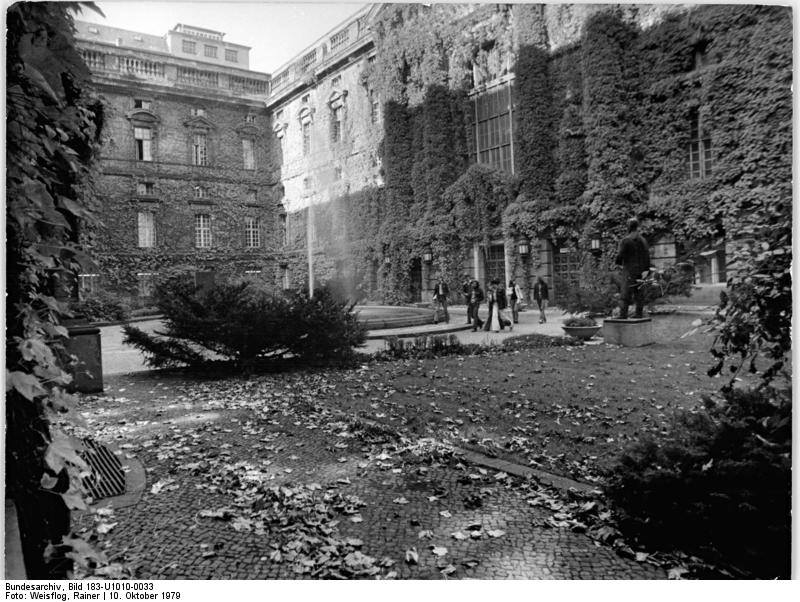
Innenhof der Staatsbibliothek (um 1979)

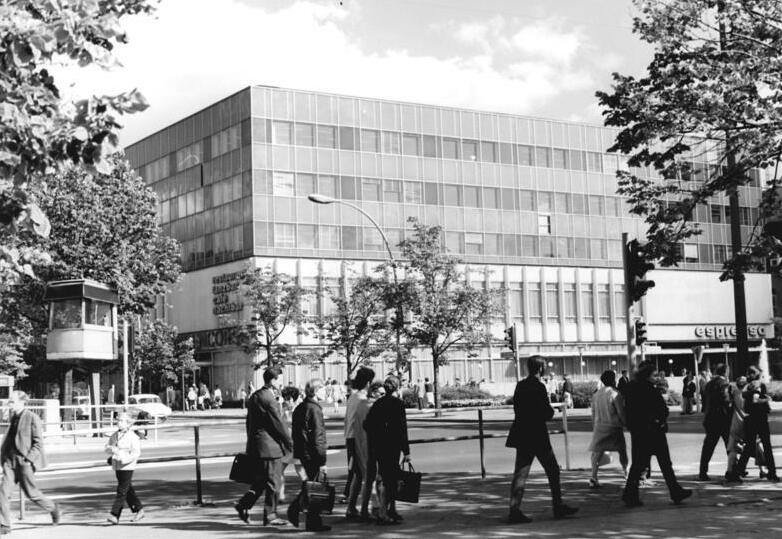
Friedrichstraße Ecke Unter den Linden mit dem ursprünglichen, 1966 erbauten, Restaurant „Lindencorso“.

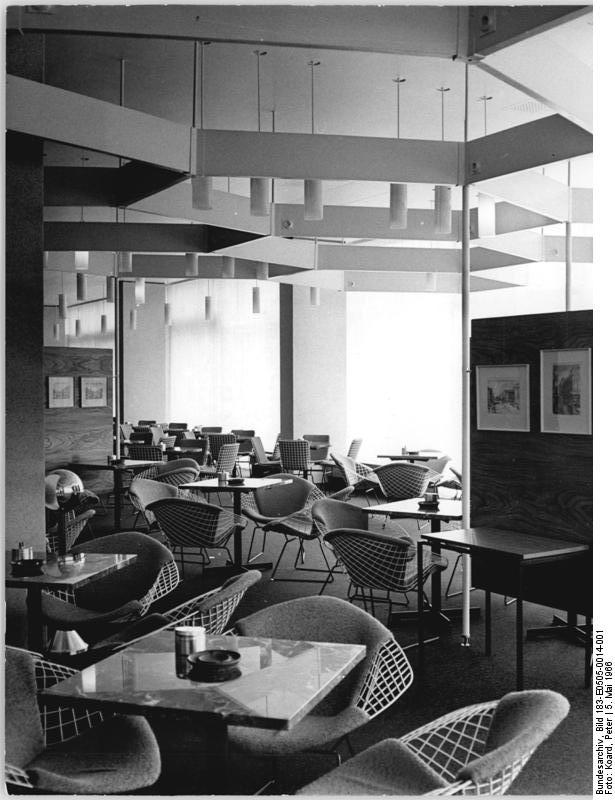
Café im Lindencorso (1966)

Wolfs 1969 entstandene und 1974 publizierte Erzählung kann man kultur-politisch der Ära Honecker (1971) zuordnen:
Anfang der 1950er Jahre wurde in der DDR der Sozialistische Realismus mit der marxistisch-leninistische Parteilichkeit in den Grundaussagen und einer optimistischen gesellschaftlichen Grundeinstellung zur maßgeblichen Kunstrichtung erklärt und mit Bechers Begriff der „Literaturgesellschaft“ verbunden: Danach müssen die Instanzen der Produktion und der Vermittlung von Literatur den Auftrag der Arbeiterklasse umsetzen, der den politischen Charakter ihrer Arbeit festlegt.
Das „Bitterfelder Programm“ (1958) wollte diesen Auftrag erweitern und die „Trennung zwischen Kunst und Leben“, die „Entfremdung zwischen Künstler und Volk“ überwinden, indem nicht nur professionelle Schriftsteller, sondern auch Arbeiter und Angestellte, teils im Kollektiv, literarische Werke verfassten und veröffentlichten.
Nach der Ablösung Ulbrichts deuteten sich durch Honeckers Rede beim 4. ZK-Plenum im Dezember 1971 neue Entfaltungsmöglichkeiten an. „Wenn man von der festen Position des Sozialismus ausgeht, kann es meines Erachtens auf dem Gebiet von Kunst und Literatur keine Tabus geben. Das betrifft sowohl die Fragen der inhaltlichen Gestaltung als auch des Stils – kurz gesagt: die Fragen dessen, was man die künstlerische Meisterschaft nennt.“ Viele Autoren und Autorinnen, u. a. Christa Wolf, sahen jetzt eine Möglichkeit, neben einer Orientierung an einer sozialistischen Aufbau- und Ankunftsliteratur auch Aspekte der individuellen Identitätsfindung, menschlicher Selbstverwirklichung und unangepasster Lebensweisen in kritischer Bewertung der herrschenden Verhältnisse zu gestalten und ihre Werke in der DDR zu publizieren.
Wolfs Erzählung spielt in den 1960er Jahren in der repräsentativsten Straße Ost-Berlins und bezieht historische Orte mit in die Traumhandlung ein: Neue Wache, Humboldt-Universität mit dem Alexander-von-Humboldt-Standbild, Staatsbibliothek mit dem Brunnen im Innenhof, altes Lindencafé an der Ecke Charlottenstraße, Café im Lindencorso.

## Rezeption
Von Ankum beschreibt die verzögerte Edition der Erzählung mit dem Untertitel „Drei unwahrscheinliche Geschichten“ und die ersten DDR-Rezensionen nach der Publikation 1974 (u. .a. von Wilfried Engler, Wilfriede Eichler, A. Kurt, Christine Gundlach, Klaus Jarmutz, Horst Simon): in der Formanalyse seien sie wegen der unscharfen Konturierungen und Handlungsführung der Erzählung zurückhaltend bzw. skeptisch. Die Gesellschaftskritik Wolfs werde ignoriert oder nicht wahrgenommen. Dagegen hebe man die positive Entwicklung der Protagonisten und den optimistischen Ausblick hervor, z. B. tauche im Unterschied zu Bachmanns Undine die Erzählerin wieder aus dem Brunnen auf und wende sich nach ihrem Selbstfindungsprozess dem aktiven Leben zu.
In westlichen Rezensionen wird dagegen der gesellschaftskritische Aspekt, aber auch die Thematik der Emanzipation betont: Beispielsweise interpretiert Bradley die Beziehungsproblematik im gesellschaftliche Kontext: Ursache der Selbstentfremdung sei die Verinnerlichung des „gesellschaftlichen Imperativ[s] rationalen Handelns“. Die Erzählerin erkenne durch die Wanderung, „dass dieser Imperativ ohne Substanz ist - dass ihre Landsleute zu Leistungsträgern geworden sind, die von purem Opportunismus motiviert sind, und dass sie entgegen dem Ziel ihrer Gesellschaft, die menschliche Selbstverwirklichung zu verfolgen, ihre Selbstentfremdung vergrößern.“ Die Erzählung zeige, „dass das Selbst sowohl auf der Freiheit von Verhaltensnormen als auch auf der Liebe als Grundhaltung gegenüber anderen beruht und dass das Selbst mit Selbstvertrauen verbunden ist, das vor und unabhängig von anerkannten Leistungen ist“. Nach Bradley kann die Erzählung im Zusammenhang mit den theoretischen Aussagen Christa Wolfs auch als „Versachlichung ihrer Erfahrung der Selbstverwirklichung als Schriftstellerin und damit als Dokumentation ihrer literarischen Entwicklung um 1970 verstanden werden“.
Astrid Köhler analysiert die Erzählung mit dem Sinnspruch Rahel Varnhagens als Motto in Verbindung mit den Texten, „an denen die Forschung Wolfs Hinwendung zur romantischen Tradition ausgemacht hat“. Doch gehe es in diesen Texten „um mehr als schlicht die Wiederaufnahme und Weiterführung romantischer Themen“. Im weitesten Sinn gehe es darum, „wie man sich schreibend zu seiner Welt in Beziehung setzt“. Es sei „die Erfahrung vergleichbarer historischer Konstellationen, die zur Auseinandersetzung mit und zur Wiederaufnahme und Erneuerung von früheren ästhetischen Programmen führt“.
Nach Pilcher taucht der heutige Leser in eine andere Zeit ein, in das Ost-Berlin der 1960er-Jahre, in die Zeit des real existierenden Sozialismus – und findet doch allgemeingültige Themen und Sentenzen, darunter die Geschichte einer zerbrochenen Freundschaft, die Karrieregeschichte eines jungen Dozenten, der sich beruflich anpasst und verbiegt, und die Liebesgeschichte eines jungen Mädchens, deren unglückliche Liebe zu einem verheirateten Dozenten sie aus der Bahn wirft.

## Ausgaben
- Christa Wolf: Unter den Linden. Drei unwahrscheinliche Geschichten. Aufbau Verlag, Berlin und Weimar 1974.
- Christa Wolf: Unter den Linden. In: Gesammelte Erzählungen. Luchterhand, Darmstadt/Neuwied 1974.
- Christa Wolf: Unter den Linden. Erzählung. Mit Aquarellen von Harald Metzkes. Insel Verlag, Berlin 2012.